# Frits van den Berghe
Frits van den Berghe (Gand, 3 aprile 1883 – Gand, 23 settembre 1939) è stato un pittore, disegnatore e incisore belga.

## Biografia
Frits van den Berghe era figlio di un bibliotecario dell'Università di Gand. Suo padre, Raphaël van den Berghe, fu un uomo di notevole cultura; poliglotta e capace di leggere correntemente diverse lingue antiche. Frits pertanto beneficiò di una educazione accurata e trascorse l'infanzia in un'atmosfera erudita e liberale. Portato spontaneamente all'arte, intraprese subito dopo gli studi la via della pittura.

Frequentò quindi l'Accademia di Gand e fu allievo di F. Willaert, J. Davin e di J. Van Biesbroeck. Incontrò, fra gli altri, Gustave de Smet (1877-1943), Léon de Smet (1881-1966) e Constant Permeke (1886-1952).

Dal 1904 al 1913 lavorò ogni estate a Laethem-Saint-Martin, dove fece parte della "seconda scuola".

Dal 1907 al 1911 fu professore all'Accademia di Gand.

Nel 1913 e 1914 fece un viaggio di studio negli Stati Uniti, e, all'inizio della prima guerra mondiale si rifugiò ad Amsterdam. In seguito, dopo un breve ritorno in patria, si trasferì a Blaricum, presso Laren, dove esercitò l'insegnamento come professore.

Dopo il suo ritorno in Belgio, assieme a Constant Permeke e a Gustaaf De Smet, egli conobbe uno dei periodi più fertili della sua carriera. Purtroppo la crisi del 1929 interruppe questa felice stagione, Van den Berghe si dedicò all'illustrazione di opere letterarie e, a partire dal 1930, ad illustrazioni, caricature e ritratti per il giornale socialista "De Voornit".

Nel 1937-1938 trasferì in immagini la serie de "Le inchieste di Edmund Bell", assieme allo sceneggiatore Jean Ray, all'interno del periodico "Bravo!"

## Evoluzione artistica
All'inizio del periodo in cui lavorava a Laethem-Saint-Martin le opere di Van den Berghe mostrano l'assimilazione del luminismo di Émile Claus, del pointillismo di Théo van Rysselberghe e della malinconia dei Nabis. Un intimismo che sfumava le forme ed i contrasti e trasferiva il reale in una sorta di sogno pieno di poesia.

Ma presto spuntarono nei suoi quadri elementi decorativi e simbolici, del tutto estranei ad ogni contesto religioso, ed è ciò che distingueva la "prima scuola" di Laethem.
In Olanda Van den Berghe scoprì l'impressionismo e la "Scuola di Bergen", e venne contagiato dal fauvismo e dal futurismo di Jan Sluters (1881-1955), dall'espressionismo cubista di Henri Le Fauconnier (1881-1955); la rivista "Das Kunsblatt" lo intrusse poi all'espressionismo tedesco.

L'assimilazione di queste influenze portò Van den Berghe all'adozione di un linguaggio espressionista del tutto personale, che si caratterizzava per l'impiego di toni a volte caldi e scuri, e da grandi superfici dipinte a tinta piatta, con le forme spigolose, tese e sintetiche, ispirate all'arte africana. Le stesse caratteristiche si ritrovano nelle sue linoleografie e xilografie.
Questa fase espressionista terminò attorno al 1926. L'incontro con Max Ernst (1891-1976), Hans Arp (1886-1966), André Breton (1896-1966) e le figure incisive della "Scuola di Parigi" lo condussero a una forma di surrealismo del tutto personale, definito da un incremento dell'irreale, dell'allucinato e dell'espressivo, con una spiccata tendenza per il grottesco, il "barocco" e la fantasmagoria.
Dopo il 1930 la sua produzione scemò considerevolmente. Le ultime opere di Van den Berghe sono un'amara critica all'Umanità, e questo palesa uno stato di sofferenza, un dolore intimo dell'artista.

Morì a Gand, all'età di 56 anni.

## Opere
Periodo impressionista
- Interno, 1904-1905

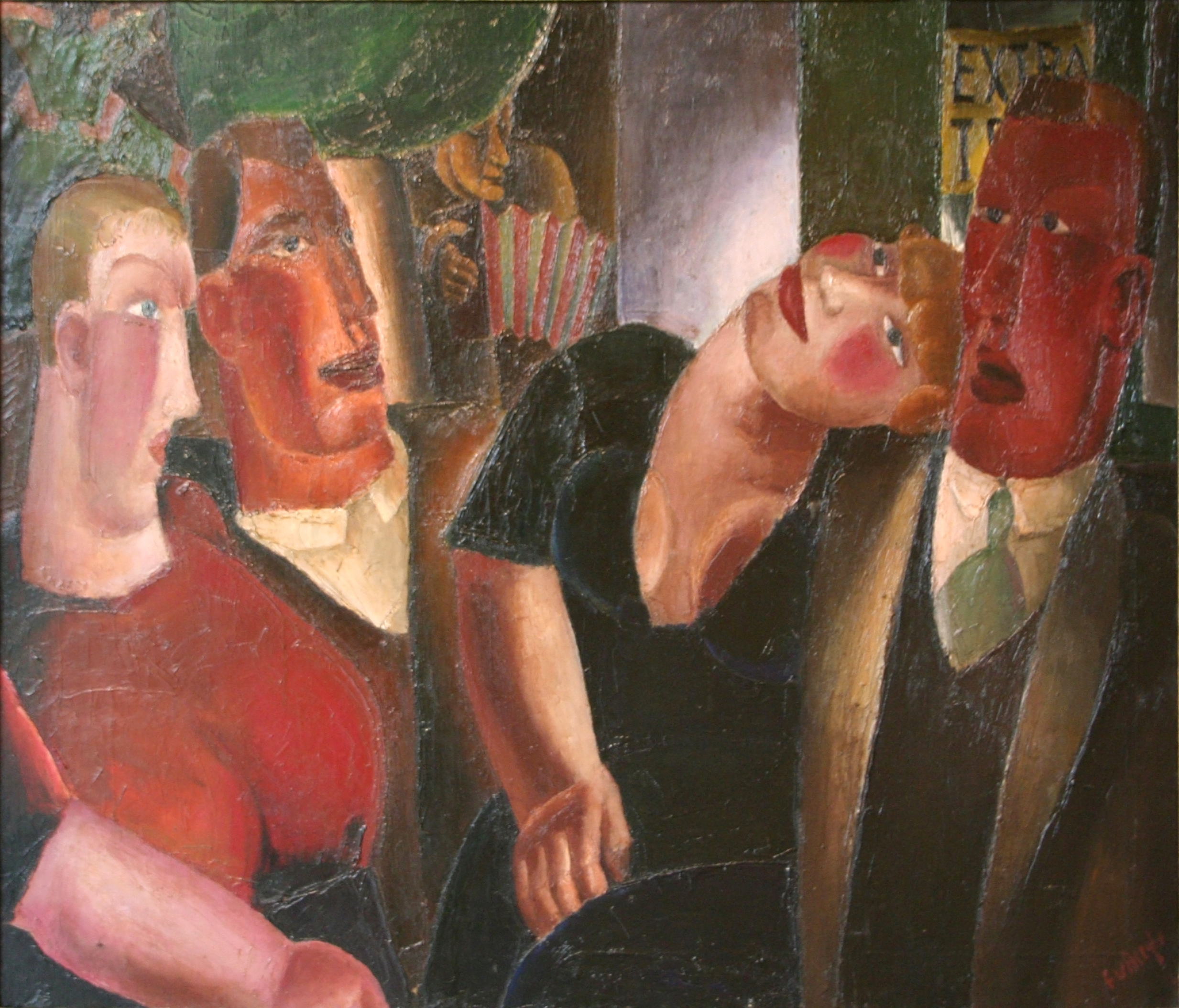
Coppie di amanti

- Contadino davanti alla casa blu, 1905
- Ritratto di Raphaël van den Berghe, 1912

Breve periodo simbolista
- Il fauno, 1912-1913

Periodo espressionista
- Il pittore, 1916
- Ritratto di Madame Lucien Brulez, 1919
- Ossessione, 1919
- Il Seminatore, 1919
- Ritratto di Constant Permeke, 1922-1923
- Le Bagnanti, 1922-1923
- Domenica, 1924

Periodo fantasmagorico
- L'uomo nelle nuvole, 1926-1927
- L'uomo geografico, 1927
- Genealogia, 1929
- Autoritratto con il teschio, 1938

## Circoli artistici frequentati
- Kunst en Kennis, 1901
- Circolo "Sélection"
- Il Gruppo dei IX, 1926

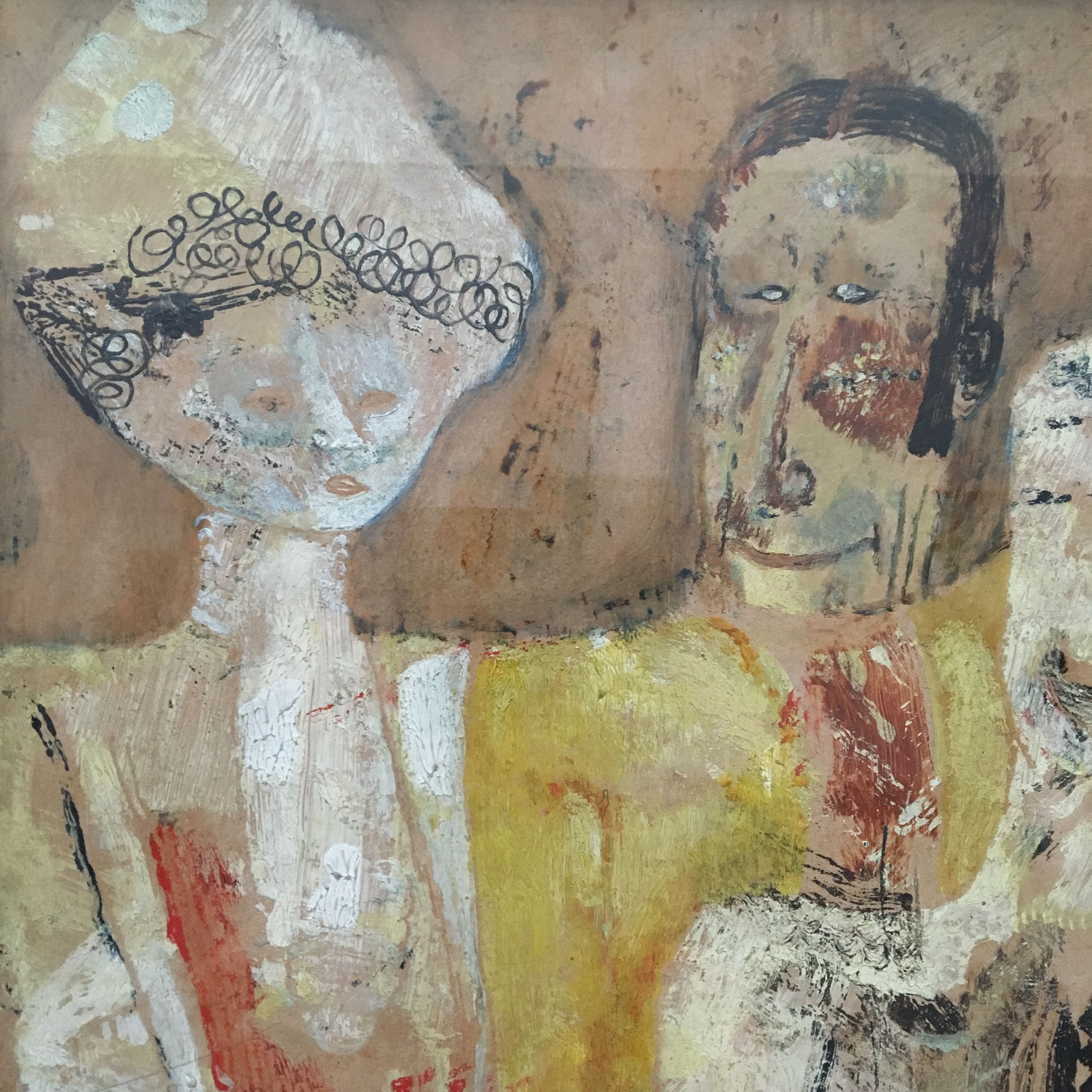
Tre personaggi

- Kunst van Heden (Art Contemporain), 1929
- L'Arte Vivente, 1930
- Circolo "Les Compagnons de l'Art", 1938

## Museografia
Musei che conservano opere di Frits van den Berghe.
- Dexia Art Gallery, Bruxelles
- Museo d'Ixelles, Bruxelles
- Museo d´Arte Moderna, Bruxelles
- Museo Dhondt-Dhaenens, Deurle
- Museo di Belle arti, Gent
- Museo di Arte moderna, Ostenda
- Museo d'Arte moderna e contemporanea, Liegi
- Museo Koninklijk di Belle arti, Anversa

## Retrospettive
- 1962,  Palazzo delle Belle arti, Bruxelles.
- 1984,  Museo Centrale di Utrecht.
- 1999-2000,  Museo di Arte modera, Ostenda.

## Galleria d'immagini

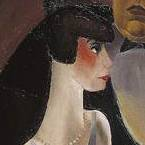
Norine de Schrijver
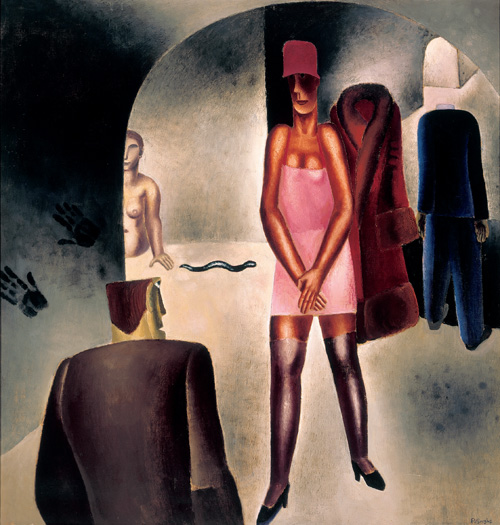
Corridoi
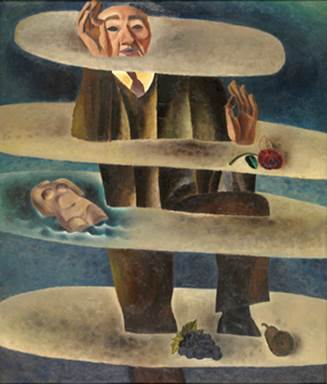
L'uomo nelle nuvole
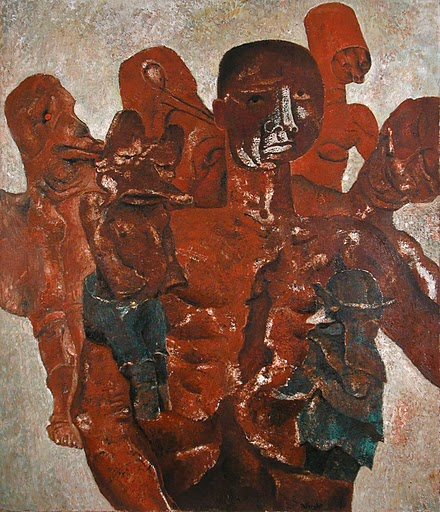
Il poeta tormentato
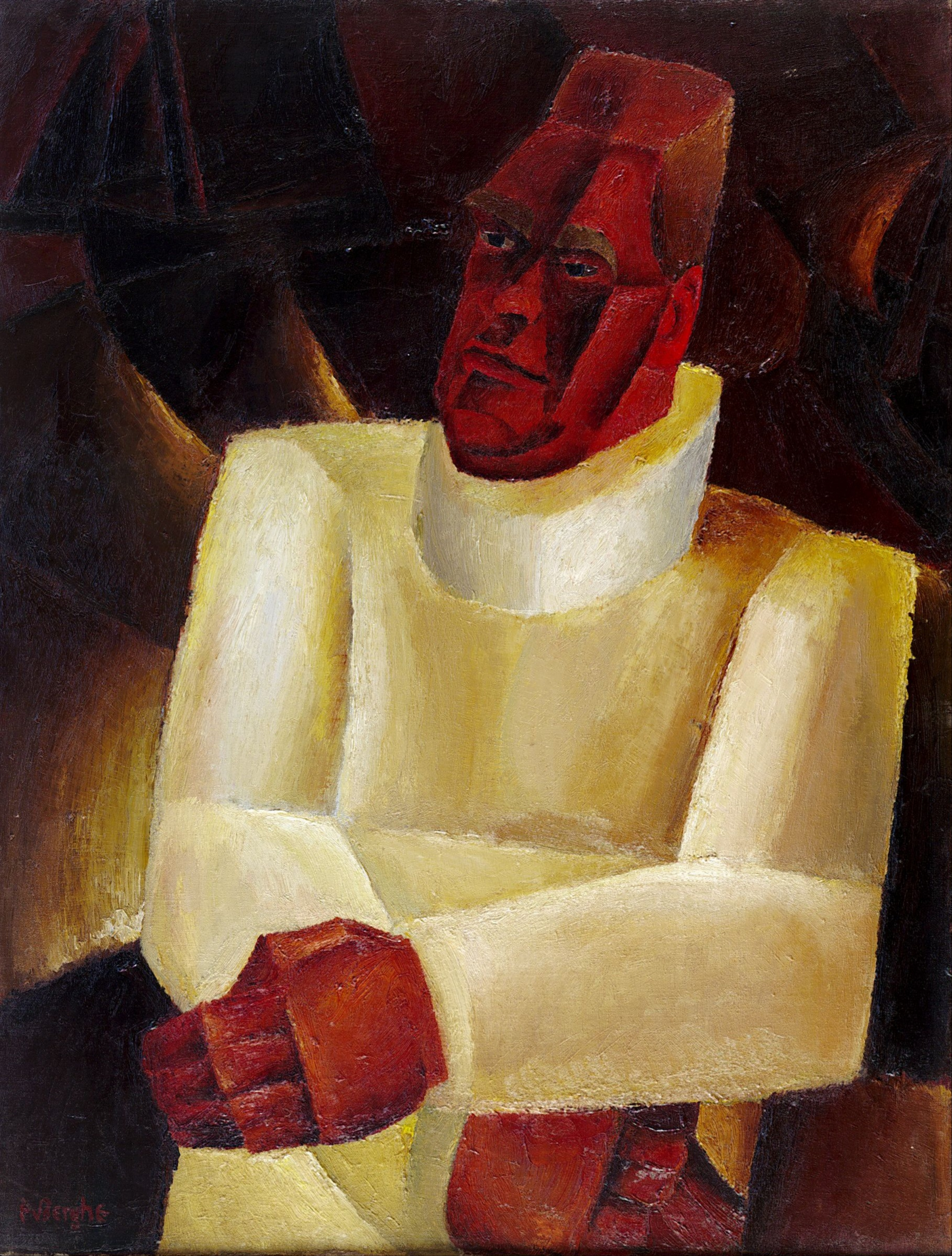
Constant Permeke
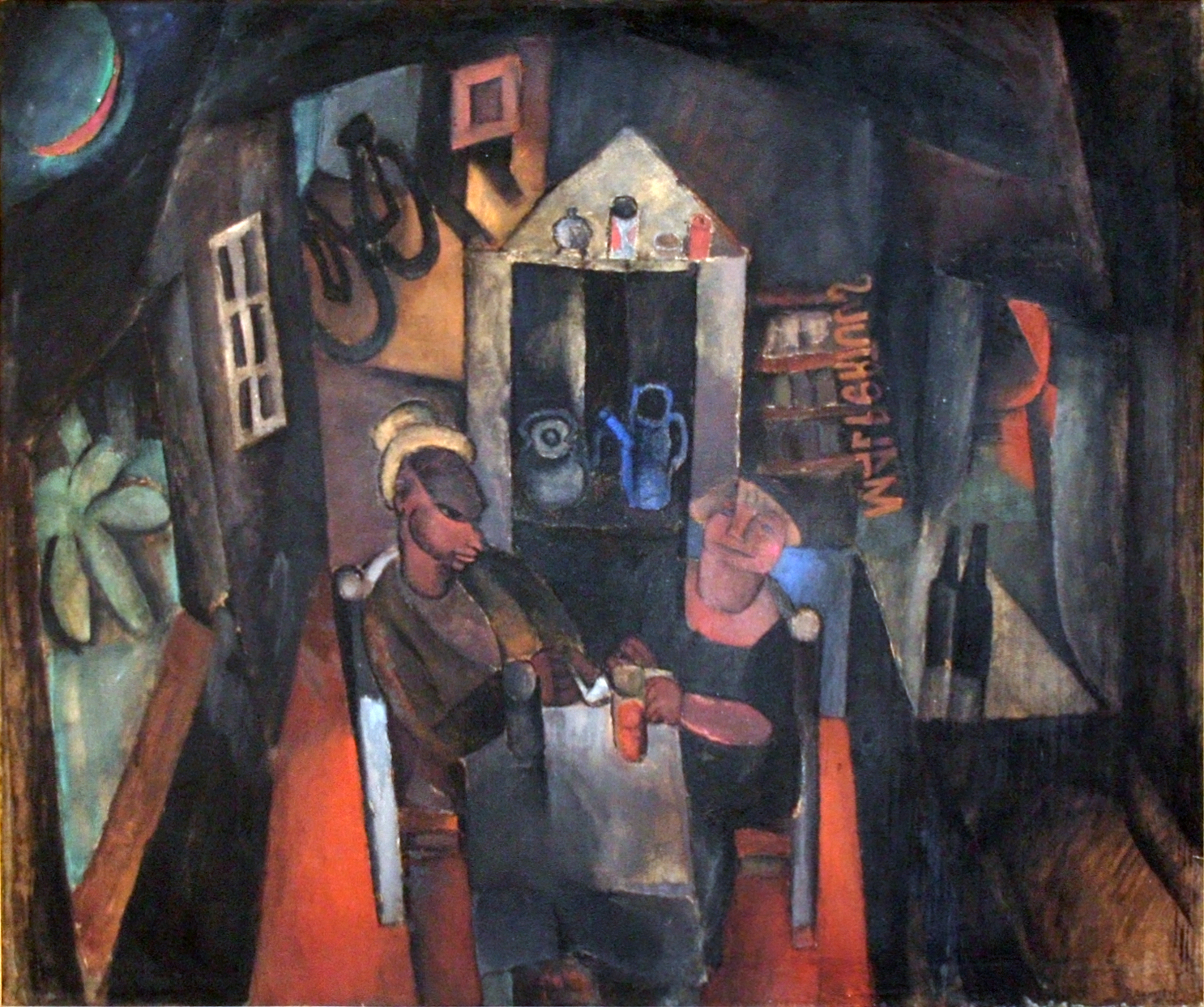
La casa di Malpertuus
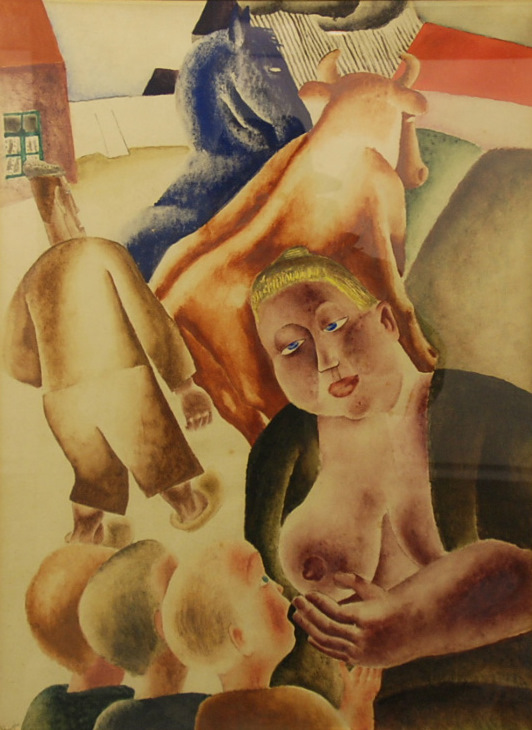
Fecondità
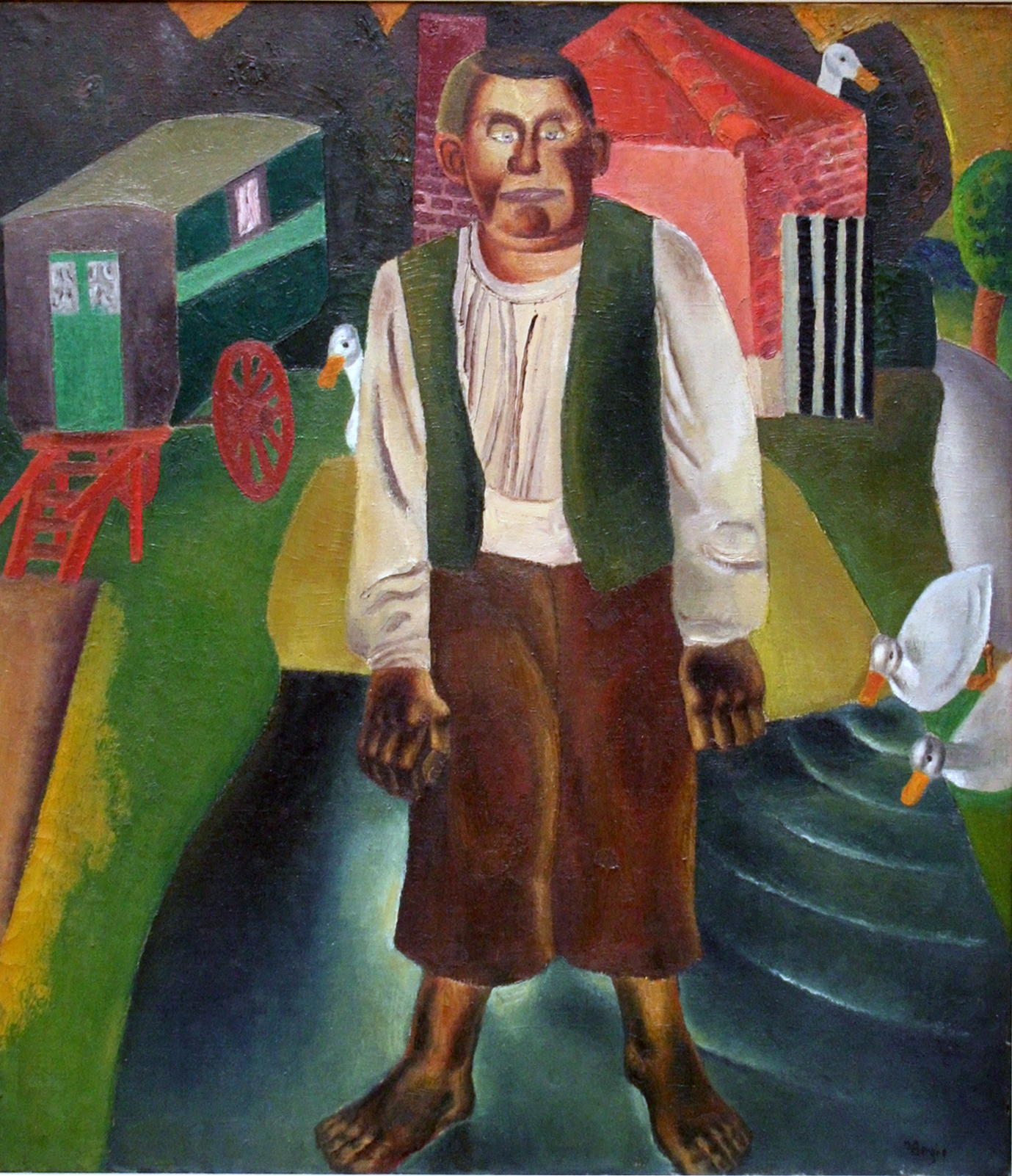
L'idiota del villaggio
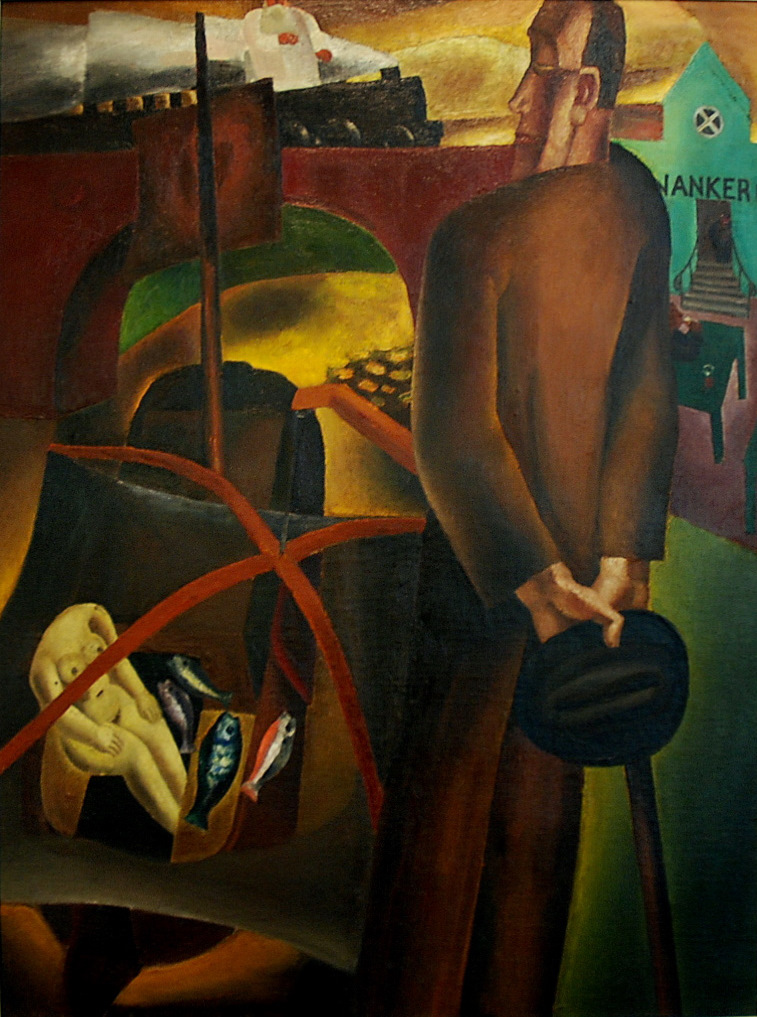
Il vagabondo
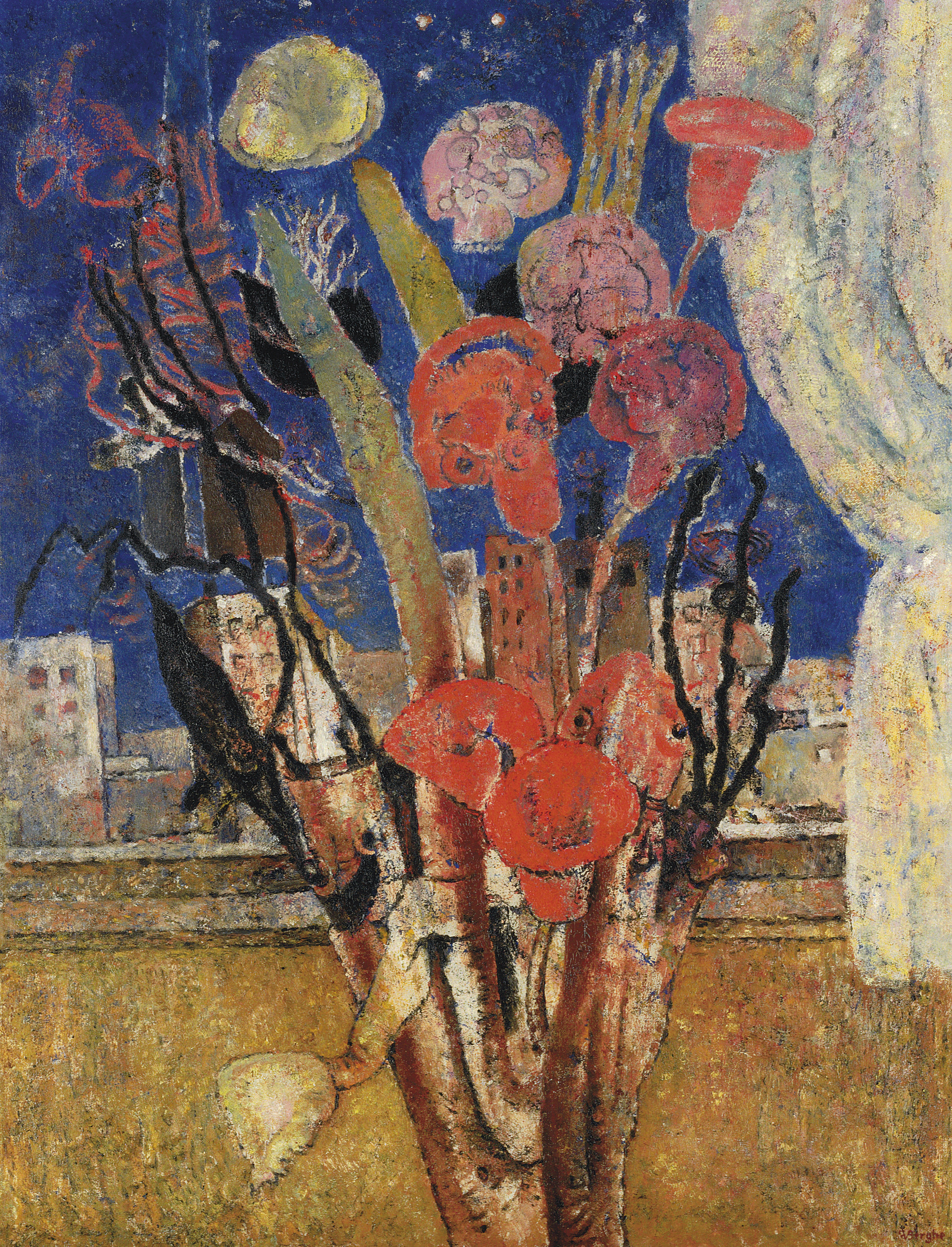
Fiori sulla città